# Guardiani dell'Universo
I Guardiani dell'Universo, noto anche come i Guardiani di Oa, sono una razza extraterrestre immaginaria nell'Universo DC. Comparvero per la prima volta in Lanterna Verde (vol. 2) n. 1 (luglio 1960), e furono creati da John Broome e Gil Kane. Nelle storie di Lanterna Verde, i Guardiani dell'Universo sono gli immortali fondatori e guide del Corpo delle Lanterne Verdi, che amministrano dal loro pianeta Oa al centro dell'universo. Le caratteristiche del Guardiano maschio, basato sul Primo Ministro di Israele di allora, David Ben-Gurion, è anziano, di bassa statura, con la pelle blu, la testa larga ed i capelli bianchi.

## Storia

### Sfondo
I Guardiani si evolsero sul pianeta Maltus, e furono tra le prime forme di vita intelligenti nell'universo. A quel tempo erano umanoidi dalla pelle blu/grigia con i capelli neri. Divennero scienziati e ideologisti, sperimentando i mondi intorno al loro. Un esperimento li portò alla creazione di una nuova razza, gli Psioni. In un momento fondamentale, miliardi di anni fa, un maltusiano di nome Krona utilizzò il viaggio nel tempo per osservare l'inizio dell'universo. Tuttavia, questo esperimento, e più tardi il tentativo di fermarlo, scatenarono dei disastri su tutta l'esistenza. In origine, l'esperimento ridusse l'universo in tanti multiversi e creò il malvagio universo Anti-Materiale di Qward. Seguendo la distruzione retroattiva del Multiverso, si scoprì che Krona allagò l'inizio dell'universo con l'entropia facendo sì che "nascesse vecchio".
Sentendosi responsabili di ciò, i maltusiani ricollocarono il pianeta Oa e divennero i Guardiani. Il loro scopo era semplice: combattere il male e creare un universo ordinato. E lo misero subito in atto. Durante questo periodo si evolsero lentamente nella loro forma attuale. Ora erano i comandanti del Corpo delle Lanterne Verdi, una forza di polizia interstellare che proteggeva l'universo.

### Campagna
- Prima che la vita comparisse sulla Terra, impararono come manipolare l'energia che loro chiamavano "Il Bagliore", e crearono la Batteria del Potere per immagazzinare la suddetta energia. "Il Bagliore" non era altro che la volontà collettiva degli abitanti dell'universo. L'accesso e la manipolazione di tale volontà, diede ai Guardiani un ultimo strumento con il quale perseguire il loro scopo. Un potente elementale della volontà, Ion, risiedette all'interno della Batteria.
- Cacciando coloro che predavano i deboli, catturarono un elementale della paura, Parallax. Imprigionarono la creatura nella Batteria del Potere Centrale, sperando di tenervelo rinchiuso per sempre.
- Un Millennio fa, dopo una lunga guerra, stipularono un accordo con i Reach, una razza aliena che si rivelò essere la fonte del potere dello scarabeo magico di Blue Beetle Jaime Reyes.
- Come documentato nella Legione dei Supereroi, secoli fa la più potente razza di giganti d'energia conosciuti come Djinn terrorizzavano l'universo. I Guardiani combatterono una battaglia contro i Djinn e li imprigionarono in singoli recipienti simili a bottiglie o lampade. Questi recipienti furono poi gettati ai più remoti angoli dell'universo.
- I maneggiatori della Magia dell'Impero delle Lacrime furono soggiogati ed essa imprigionata sul trono e sulla tomba di Ysmault.
- Cercando di rimuovere la magia dall'universo, confinarono più energia magica possibile in un'orbita chiamata Starheart. Questo sarebbe diventato l'anello del potere e la Batteria del Potere di Alan Scott.
- Su Marte, i Guardiani si confrontarono con una razza distruttiva conosciuta come "I Brucianti" e divisero la razza in tre nuove specie: I Marziani Verdi, i Marziani Bianchi, ed i Marziani Gialli. I Guardiani cambiarono il loro processo di riproduzione, e instillarono in loro la paura del fuoco al fine dal fermare le loro specie dal distruggere parte dell'universo.
- I Guardiani crearono i robot Manhunters per proteggere l'universo. Questi si ribellarono sotto sconosciute circostanze e furono disarmati ed esiliati.
- Il dio matto che era l'intero Settore 3600 fu sconfitto dai Guardiani e costretto dentro una matrice da loro progettata. Dimostrando al settore che loro ora erano i padroni, i Guardiani lo imprigionarono per l'eternità.
- La razza insettoide dei Tchkk-Tchkki, più tardi conosciuta come Legione, fu rinchiusa in un campo di forza smeraldo intorno al loro mondo per prevenire l'ulteriore espansione di una razza locustiforme.
- Raggiunsero un accordo con la Spider Guild dove loro e i loro operativi sarebbero stati al di fuori dello spazio di Vega. Con questo accordo, gli Omega Men divennero i soli pacificatori del loro settore.
- Dopo il fallimento con il progetto Manhunters, i Guardiani inventarono un altro modo di opporsi al male nell'universo. Il Globo Verde era una macchina insegnante intelligente creata dall'energia dei loro smeraldi, programmato per educare i mortali in tutto l'universo e abile per un breve periodo di alterare la realtà nel farlo.
- Gli Hallas, un corpo di polizia intergalattico che portavano pistole d'energia che incanalavano l'energia smeraldo, furono i successori dei Manhunters e i precursori del Corpo delle Lanterne Verdi.
- Infine, fu stabilito che il Corpo delle Lanterne Verdi avrebbe rimpiazzato i Manhunters e gli Hallas. A queste truppe fu dato un po' del potere della Batteria del Potere Centrale, a cui avrebbero avuto accesso attraverso un anello.
- Doomsday, la creatura che avrebbe ucciso Superman, combatté contro il Corpo delle Lanterne Verdi, causando parecchie perdite. Doomsday riuscì a farsi strada fino ad Oa dove fu sconfitto dai Guardiani, sebbene uno di loro rimase ucciso nell'impresa.
- Combatterono una guerra contro Apokolips. Tentarono più volte di infiltrarsi in casa di Darkseid, decidendo una battaglia contro il suo modo di governare. La battaglia terminò con la morte di due terzi della truppa dei Guardiani, mentre l'attacco ad Apokolips finì con una tregua.
- I Guardiani presero un punto di vista critico nei confronti di quegli eroi che pensavano di interferire troppo nell'evoluzione delle specie. In un'occasione misero a Superman la pulce nell'orecchio, facendogli pensare che forse le persone della Terra contavano troppo su di lui evitandogli così di evolversi, svilupparsi da soli e evitando di farli diventare autosufficienti. Sembrarono riuscire nell'impresa, sebbene Superman intervenne ancora dove i disastri maggiori come terremoti e tifoni si formarono.
- Durante Crisi sulle Terre infinite i Guardiani si divisero di nuovo. Un piccolo gruppo desiderò prendere un ruolo più aggressivo nel distruggere il male e reclutarono Guy Gardner per essere una Lanterna Verde. Il fallimento dei Guardiani nell'agire in modo diretto in Crisi li portarono ad allontanarsi temporaneamente dall'universo.

### Conseguenze
La ribellione dei Manhunters portò ad uno scisma. Un gruppo (I Controllers) pensavano che l'unico modo di proteggere l'universo era quello di controllarlo. Le femmine Oane (Zamaroni) non si sentivano di intromettersi nei problemi dell'universo. Durante gli anni, entrambi i gruppi si evolsero per sembrare sempre meno uguali ai Guardiani. Altri gruppi lasciarono i Guardiani; uno di questi si stabilì sulla Terra, divenendo le origini della leggenda dei Leprecani. I Manhunters divennero i nemici giurati dei Guardiani. La Campagna su Apokolips finì con una tregua in cui i Guardiani furono costretti ad abbandonare un soldato (Raker Qarrigat) a Darkseid. Temendo il dissenso, ordinarono che tutti gli accordi della tregua venissero meno.

### Storia moderna
I Guardiani furono quasi tutti spazzati via negli eventi di Emerald Twilight, dove l'unico sopravvissuto fu Ganthet. Si sacrificarono per creare un ultimo anello del potere, un anello forse più potente di tutti gli altri prima di lui. La stessa Oa fu distrutta in una battaglia tra Parallax e Kyle Rayner, ma fu ricostruita durante gli eventi di "Legacy" come ultimo desiderio dell'ex anello di Hal Jordan. I Guardiani furono resuscitati quando Kyle Rayner, nel ruolo di Ion, ricaricò la Batteria del Potere Centrale. Rayner perse il suo potere ed il suo ruolo come Ion, ma questo sacrificio rilasciò tutte le forze vitali dei Guardiani che giacevano nel suo anello. Gli immortali comparvero per la prima volta come bambini, ma invecchiavano in fretta e molti sembrarono ritornare alle identità che avevano prima di forgiare l'anello di Kyle Rayner. Prima di ciò: i Guardiani sono maschi e femmine, e non solo maschi. Quando Kyle li riportò alla loro infanzia al fine di renderli meno rigidi dei loro predecessori, non vi riuscì. Invece, i Guardiani divennero freddi e manipolatori come erano prima degli eventi di Emerald Twilight, con l'eccezione di Ganthet e Sayd. Anche uno di loro (Lianna) sembrò essere riconvertita al suo aspetto maltusiano nel processo. Anche altri membri dei Guardiani resuscitati da Kyle Rayner sembrarono scomparire e solo una manciata di loro ora compaiono nei numeri odierni di Lanterna Verde, mentre altre dozzine furono resuscitati da Kyle Rayner. i Guardiani femminili comparvero anche nei flashback dei giorni da recluta di Hal Jordan come Lanterna Verde, e se questo fosse un possibile futuro o un risultato degli eventi di Crisi Infinite non è ancora chiaro. Dopo la loro resuscitazione ricominciarono a ricostruire il Corpo delle Lanterne Verdi utilizzando i veterani per addestrare i nuovi portatori. Insieme a questo esperimento, i guardiani rifortificarono Oa creando un'armatura planetaria un sistema difensivo per prevenire ogni possibile attacco contro di loro. La Guerra contro i Sinestro Corps li costrinse a riscrivere il Libro di Oa e ad aggiungere 10 nuove leggi. Finora, solo quattro di queste dieci sono state rese note. Espulsero anche Ganthet e Sayd dai loro ruoli, poiché avevano sperimentato emozioni nello stare insieme, avere scoperto di essere attratti, e citando il Capitolo Proibito del Libro di Oa che era una scoperta della profezia di Abin Sur della Notte più Oscura, che ora viene considerato non permesso.
Nel dopoguerra, sia Ganthet che Sayd si evolsero in due nuovi esseri sul pianeta simile ad un paradiso Odym, dove sfruttarono lo spettro d'energia blu della speranza e crearono anelli e batterie del potere blu, con lo scopo di creare un'altra forza di polizia intergalattica al fine di essere in grado di aiutare i restanti Guardiani e il Corpo delle Lanterne Verdi contro la Notte più Oscura. La classe dei Guardiani si indebolì, in origine dodici di loro comandavano gli altri, ora ne erano rimasti nove, dopo che Ganthet e Sayd lasciarono Oa, e solo un Guardiano morì nella lotta contro Superman Prime (in cui questo Guardiano detonò letteralmente nel disperato tentativo di uccidere il folle kryptoniano). Un Guardiano femminile fu sfregiato dall'Anti-Monitor, e l'esposizione alla sua energia anti-materiale si rivelò avere conseguenze drastiche. Ella cercò il corpo dell'Anti-Monitor attraverso il cosmo, e lavorò come doppio agente per Nekron, una demoniaca personificazione della Morte e nemico di lunga data dei Guardiani e del Corpo delle Lanterne Verdi. I Guardiani erano all'oscuro dei cambiamenti della loro compagna, sia fisici che psichici.
Nelle storie rinnovate di Origins e Omens rilasciate dalla DC nel febbraio 2009, si diede il nome ufficiale di Scar (dall'inglese, cicatrice). Più tardi si scoprì che da allora morì dopo l'attacco dell'Anti-Monitor, e quindi ora viveva come una non-morta invece che come un'immortale.
I Guardiani sembrano piuttosto dispiaciuti dalla comparsa degli altri Corpi. Mentre essi "tollerano" l'esistenza delle Star Sapphires fecero invece capire di voler sterminare il Corpo delle Lanterne Rosse. Sembrarono anche aver stipulato un accordo con Larfleeze del Corpo delle Lanterne Arancioni qualche tempo fa, in cui risultò che il sistema Vega era ancora fuori dalla giurisdizione delle Lanterne Verdi. Tuttavia mostrarono particolare dispiacere con il Corpo delle Lanterne Blu, andando fino al punto di tentare di costringere con la forza la rimozione degli anelli blu acquisiti da Hal Jordan, e quando questo non riuscì tentarono di trattenerlo su Oa finché non vi fossero riusciti. Con l'ultimatum consegnato da Larfleeze, i portatori degli anelli arancioni dell'avarizia si fecero avanti. Scar propose l'abolizione del divieto sul Sistema Vega così che i Guardiani furono costretti a lasciare Oa e ad occuparsi della faccenda personalmente.
I Guardiani accettarono la proposta di Scar e lasciarono Oa per confrontarsi con Hal Jordan ed il Corpo delle Lanterne Verdi contro Larfleeze nel Sistema Vega. I Guardiani decisero anche di guardare quanto l'anello blu di Hal Jordan avrebbe resistito contro quello verde durante la battaglia. Dopo che l'Agente Arancione fu sconfitto, i Guardiani negoziarono con Larfleeze ancora una volta al fine di continuare a tenere contenuta la luce dell'avarizia. L'Agente Arancione lanciò più tardi un attacco su Odym, cercando di impossessarsi del potere del Corpo delle Lanterne Blu, che presumibilmente fu sventato da Scar.
Durante la Notte più Oscura, I Guardiani finalmente si resero conto che Ganthet e Sayd erano nel giusto nella loro interpretazione della profezia scoperta da Abin Sur. Tuttavia, Scar uccise un Guardiano e confinò gli altri per prevenire che interferissero. Più tardi, inviò parecchi anelli neri del potere al memoriale dei membri del Corpo delle Lanterne Verdi, resuscitando i membri defunti e facendoli divenire Lanterne Nere come non-morti. Riuscì anche ad indebolire le difese planetarie di Oa per massimizzare l'attacco delle "nuove" Lanterne.

## Poteri e abilità
Funzionalmente immortali, i Guardiani sono umanoidi blu, con una testa enorme, con capelli bianchi, indossanti una veste rossa con al centro il loro emblema, il Simbolo delle Lanterne Verdi, sul petto. Posseggono una vasta conoscenza, longevità, consapevolezza, volo e poteri psionici manifestati attraverso un plasma d'energia verde preso dal più stabile colore dello spettro emozionale, il verde (la volontà). Sebbene utilizzarono il più stabile dei colori dello spettro, è possibile che i Guardiani abbiano un accesso limitato a tutti i colori. In Green Lantern: Rebirth, Kyle Rayner disse che secondo lui, Ganthet era in grado di spaccare un pianeta in due col pensiero. Infatti, i Guardiani furono in grado di confrontarsi con Superman-Prime e l'Anti-Monitor. In Lanterna Verde (vol. 2) n. 100 i Guardiani mostrarono il potere del viaggio nel tempo quando mandarono un Kyle Rayner perduto nella linea temporale, indietro nel suo futuro. I Guardiani possono manipolare il tempo, lo spazio, la materia, e la realtà, facendone alcuni tra gli esseri più potenti dell'Universo DC.

## Guardiani conosciuti per Nome
È stato detto che "i Guardiani non hanno un nome", ma alcuni di loro furono nominati lo stesso in alcune storie. Tra di questi:
- Appa Ali Apsa
- Broome Bon Baris
- Dawlakispokpok (rinnegato)
- Ganthet
- Herupa Hando Hu
- Lianna
- Master Builder (alias John Stewart, unico membro Guardiano mortale)
- Pazu Pinder Pol
- Ranakar
- Sayd
- Scar
- Sodam Yat (futuro e ultimo Guardiano dell'Universo)

## Altri media
- Nel DC Animated Universe, i Guardiani dell'Universo hanno fatto parecchie comparse:
  - Nell'episodio "I Guardiani dell'Universo" della serie Superman, contattano Superman per aiutare Kyle Rayner a sconfiggere il perfido Sinestro.
  - Nell'episodio in due parti "La notte più buia" della serie animata Justice League, si presentarono al processo di John Stewart e tentarono di aiutarlo a tentare di difendere Oa dall'attacco dei Manhunters. In Justice League Unlimited comparvero brevemente all'inizio dell'episodio "Il ritorno" dove negarono la richiesta di John Stewart di lasciare la Terra e fare un giro di dovere su Oa. Comparirono nelle loro vesti rosse come le loro controparti dei fumetti, in opposizione all'uniforme indossata dalle Lanterne Verdi in Superman.
- I Guardiani fecero una comparsa nel film d'animazione Justice League: The New Frontier, guidando Hal Jordan nell'utilizzo del suo anello contro la minaccia antica della Terra, il Centro.
- I Guardiani fecero una breve apparizione nel videogioco in crossover Mortal Kombat vs DC Universe. Nella modalità storia, informano Lanterna Verde, Lex Luthor e Catwoman a proposito della fusione degli universi quando gli eroi e i criminali arrivarono su Oa.
- I Guardiani comparirono brevemente, senza dialoghi, alla fine dell'episodio "L'attacco di Despero" della serie animata Batman: The Brave and the Bold, venendo rinchiusi nell'anello di Hal Jordan per la loro protezione.
- I Guardiani comparvero nei film d'animazione Lanterna Verde - Prima missione e Lanterna Verde - I cavalieri di smeraldo. A differenza delle loro incarnazioni dei fumetti, sono pienamente capaci di provare emozioni.
- Ganthet insieme ad altri Guardiani dell'Universo comparvero nell'episodio "Super papero terrestre" della serie animata Duck Dodgers. Duck Dodgers si riferisce ironicamente al Guardiano chiamandolo il "Grande Puffo".
- Essi appaiono anche nell'omonimo film, nell'omonima serie animata e nel videogioco Lanterna Verde: L'ascesa dei Manhunters.